# Magnus (kyrkomålare)
Magnus var en kyrkomålare verksam under 1100-talet.
Mycket lite är känt om Magnus men på en målning han utförde i Veta kyrka kan man på norra korväggen läsa texten med två decimeter stora tecken Magnus Scripsit Me. Till vänster om inskriften sitter en man som i den grafiska gestaltningen ser ut att vara en uppförstorad initialfigur från en handskrift. Målningen är den enda bevarade romanska bilden i kyrkan och anses vara utförd före 1150. 